# Veselí nad Lužnicí
Veselí nad Lužnicí (pronunție în cehă [ˈvɛsɛliː ˈnadluʒɲɪtsi]; în germană Wesseli an der Lainsitz) este o comună și un oraș din districtul Tábor din regiunea Boemia de Sud a Cehiei. Are o populație de aproximativ 6.600 de locuitori. Se află la confluența râurilor Lužnice și Nežárka⁠(d).

## Diviziuni administrative
Veselí nad Lužnicí este format din trei diviziuni administrative (în paranteze populația conform recensământului din 2021):
- Veselí nad Lužnicí I (3.728)
- Veselí nad Lužnicí II (2.296)
- Horusice (187)

## Etimologie
Cuvântul veselí are sensul de „veselie”. A fost un nume des folosit al așezărilor nou fondate, cărora li s-a dat acest nume pentru a se asigura că locuitorii săi vor fi mereu fericiți și veseli.

## Geografie
Veselí nad Lužnicí se află la aproximativ 25 kilometri (16 mi) sud de Tábor și la 27 kilometri (17 mi) nord-est de České Budějovice. Se află la confluența râurilor Lužnice și Nežárka⁠(d).
Veselí nad Lužnicí se găsește pe marginea de nord a lacului de acumulare Třeboň și este cunoscut pentru iazurile sale cu pești și pădurile de pini. În sudul orașului se află cinci lacuri artificiale, folosite în scopuri recreative; acestea au fost create între 1952 și 1986 prin inundarea fostelor cariere de pietriș și nisip. În jurul lor se află un traseu educațional.
Iazul Horusický, al doilea cel mai mare iaz din Cehia, cu o suprafață de 415 hectare, se află în sud-vestul orașului. Partea de sud a teritoriului comunei se află în aria protejată Třeboňsko, care a fost declarată rezervație a biosferei UNESCO Acesta a fost declarat arie de protecție specială avifaunistică în decembrie 2004 pentru a proteja 19 specii de animale.

## Istorie

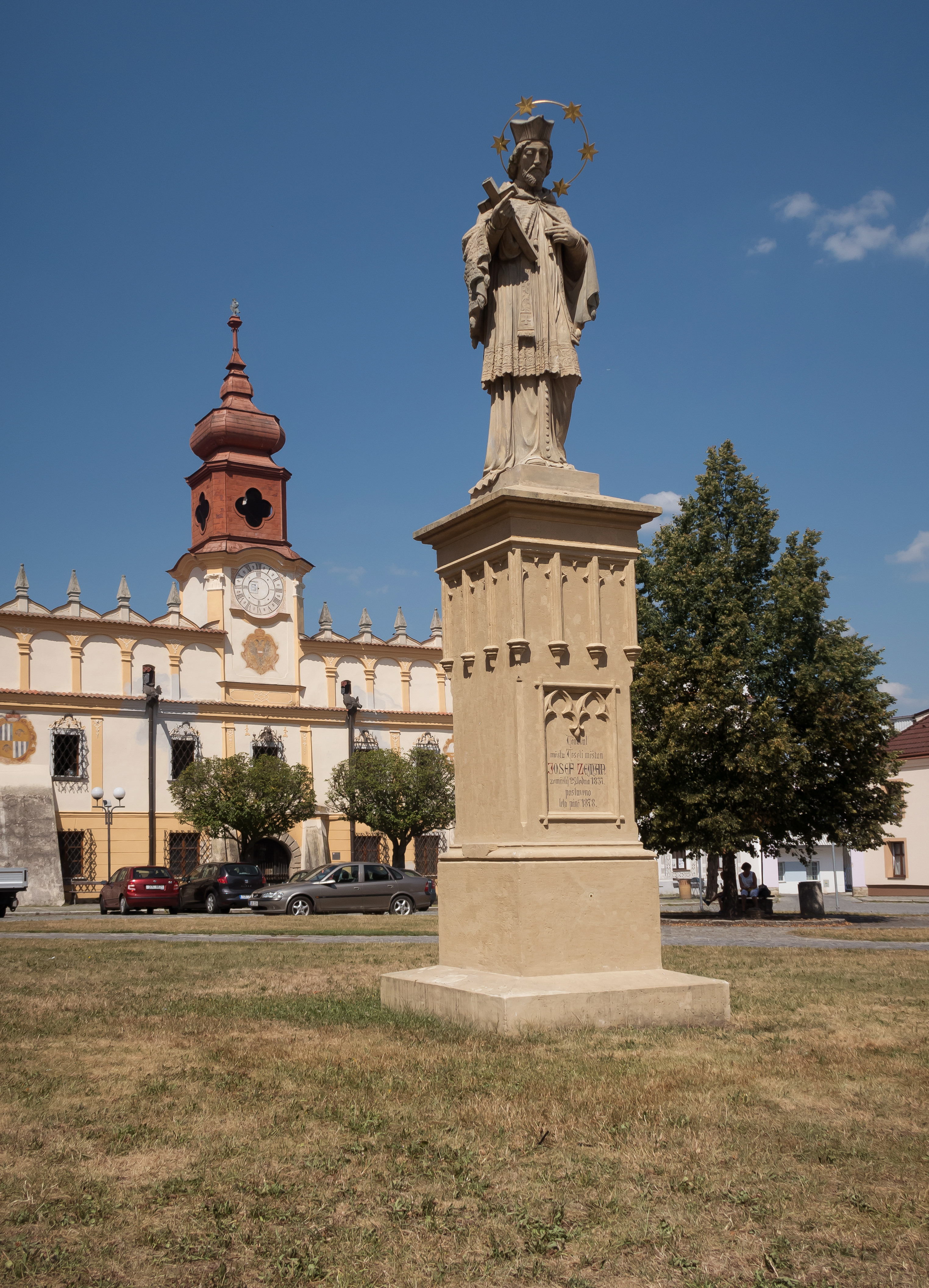
Statuia Sfântului Ioan Nepomuk din fața primăriei

Prima mențiune scrisă despre Veselí datează din anul 1259, când era doar un cătun și o redută pe Drumul Sării dinspre Austria la Praga. Regele Carol al IV-lea i-a dat statutul de oraș în 1362. În secolul al XV-lea, orașul a suferit mai multe incendii și a fost jefuit de hușiți. Peter Vok din Rosenberg, un faimos fondator și susținător al iazului de pești, a fost cel care a făcut ca orașul să se dezvolte din nou o sută de ani mai târziu.
Războiul de Treizeci de Ani (1618–1648) a distrus iarăși orașul, în care au rămas doar 69 de locuitori. O nouă dezvoltare a venit odată cu dinastia de Schwarzenberg în a doua jumătate a secolului al XVII-lea. Veselí a rămas în posesia acestora până la sfârșitul Primului Război Mondial în 1918.
Inițial au fost două orașe separate – Veselí nad Lužnicí și Mezimostí nad Nežárkou (oraș din 1908). Au fost unite în 1943 când a apărut orașul cu numele actual.

## Economie
Stația de cale ferată este unul dintre cei mai mari angajatori locali. Extracția de nisip, producția de beton și industria alimentară au, de asemenea, o tradiție îndelungată în oraș.

## Transporturi
Autostrada D3 (parte a drumului european E55) dinspre České Budějovice spre Tábor trece pe lângă oraș.
Veselí nad Lužnicí este un important nod feroviar. Se află pe liniile de cale ferată Praga–České Budějovice, Praga– České Velenice⁠(d), Brno – Plzeň și Veselí nad Lužnicí– Jindřichův Hradec.

## Obiective turistice

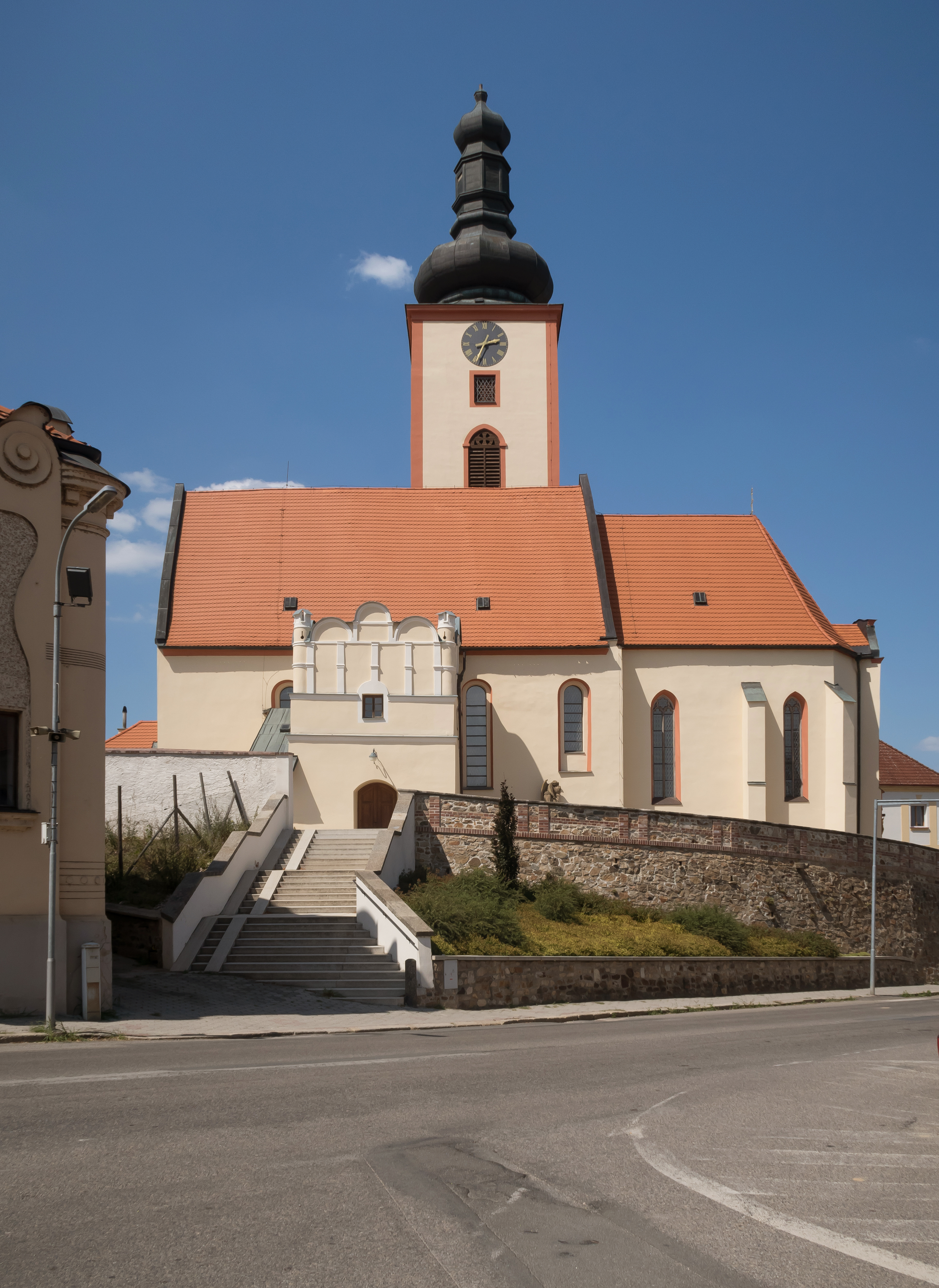
Biserica Înălțarea Sfintei Cruci

Vechea Primărie, construită în stil renascentist în 1616, este clădirea principală din piață și, împreună cu muzeul vecin, construit de asemenea în 1616, formează o unitate arhitectonică. Noua Primărie a fost construită în 1897.
Biserica Înălțarea Sfintei Cruci este principalul obiectiv turistic. Existența sa a fost menționată pentru prima dată în 1259 și reprezintă cel mai vechi monument din oraș. Capela Sfântul Marcu (1754) și Capela Sfântul Florian din Mezimostí (1715) sunt alte clădiri notabile din comună.

## Personalități
- Karel Weis⁠(d) (1862–1944), compozitor, culegător de cântece populare și folclorist; a lucrat aici
- Karel Traxler⁠(d) (1866–1936), maestru de șah; a locuit aici
- Emil Hlobil⁠(d) (1901–1987), compozitor și profesor de muzică
- Lubomír Štrougal⁠(d) (1924–2023), politician și prim-ministru
- Saša Večtomov⁠(d) (1930–1989), violoncelist; îngropat aici
- Vladimír Večtomov⁠(d) (1946–2015), chitarist

## Orașe înfrățite
Veselí nad Lužnicí este înfrățit cu:
- Diemtigen⁠(d), Elveția
- Yspertal, Austria

Veselí nad Lužnicí cooperează și cu alte comune și sate din Cehia care au cuvântul Veselí în numele lor.